# Бети Компсон
Бети Компсон (енгл. Betty Compson) је била америчка глумица, рођена 19. марта 1897. године у Биверу, (Јута) а преминула 18. априла 1974. године у Глендејлу (Калифорнија). Номинована је за Оскара за најбољу главну глумицу за улогу у филму Весник.